# Rückholz
Rückholz är en kommun och ort i Landkreis Ostallgäu i Regierungsbezirk Schwaben i förbundslandet Bayern i Tyskland.
Kommunen ingår i kommunalförbundet Seeg tillsammans med kommunerna Eisenberg, Hopferau, Lengenwang, Seeg och Wald.